# Manga-café
En manga-café (漫画喫茶 Manga kissa) er en japansk mellemting mellem en café og et bibliotek, hvor man kan drikke kaffe eller te, samtidig med at man læser mangaer. Desuden tilbyder de brug af forskellige andre ting herunder ikke mindst internetadgang, multimedieunderholdning og spillekonsoller.

## Udvikling
De første manga-caféer opstod i 1970'erne med de japanske kaffehuse som forbillede på enten øen Okinawa Hontou eller i byen Nagoya. Oprindeligt var der tale om små caféer, hvor man udover at nyde en kop kaffe eller te også kunne fordrive tiden med mangaer fra et større eller mindre sortiment. Konceptet mindede som sådan om de sydkoreanske Manhwabang.
Konceptet med manga-caféer oplevede et boom fra 1997. Med en udvidelse af udbuddet af manga steg antallet af manga-caféer alene i Tokyo fra to til omkring hundrede i årene fra 1997 til 2000, mens det samlede antal for hele Japan i 2000 løb op i ca. 200 med en samlet omsætning på 20 mia. yen.

## Moderne manga-caféer
Moderne manga-caféer kan ofte findes i storbyer og optager ofte hele etager i højhuse eller forretningsbygninger. Udover et sortiment der kan løbe op i titusindvis af mangaer tilbydes for det meste også internetadgang, dvd-afspillere og spillekonsoller og nogle steder endda også massagestole, brusekabiner og vaskemaskiner.
En manga-café er åben hele døgnet året rundt. Der afregnes efter hvor længe, kunden opholder sig i caféen, idet den første time som regel koster 400 til 600 yen, hvorefter der afregnes efter 15-minutters intervaller. Mange manga-caféer har også et særligt tilbud, hvor man kan opholde sig der en hel nat for 1.200 til 1.300 yen, hvilket er væsentligt billigere end kapselhoteller og love hoteller.
Nogle af de store manga-café-kæder tæller Gran Cyber Cafe, Manga GeraGera og Manga Manbo.

## Sociale problemer
Manga-caféer har åbent døgnet rundt, og der er oftest ingen begrænsninger for, hvor længe man kan være der. En rundspørge i foråret 2007 i 10 præfekturer viste, at ca. 80 % af manga-caféerne havde gæster, der opholdt sig der påfaldende længe. Ofte var der mere end ti sådanne gæster ad gangen. Dertil hører ikke kun forretningsrejsende, der vil spare de høje omkostninger til overnatning, men også folk med lav indkomst, der ikke har råd til egen bolig, og hjemløse. I enkelte tilfælde bliver manga-caféer simpelthen brugt som erstatningsboliger i årevis.
Indimellem kan manga-caféerne forretningsmodel føre til decideret misbrug. I 2005 kom en 33-årig hjemløs i overskrifterne i hele Japan, da han efter at opholdt sig uafbrudt i næsten to måneder i en manga-café i Nagaoka forsøgte at flygte uden at betale sin regning, der i mellemtiden var løbet op i 520.000 yen. Året efter blev en 37-årig mand anholdt, da han efter 34 dages uafbrudt ophold i en manga-café i Gifu ikke kunne betale sig regning på omkring 100.000 yen.

## Manga-caféer internationalt
I den franske hovedstad Paris blev der 22. juli 2006 åbnet en manga-café indrettet efter japansk forbillede med ca. 8.000 manga-titler.